# Tūryākhlū
Tūryākhlū (persiska: توپراقلو, توریاخلو, Tūprāqlū) är en ort i Iran.   Den ligger i provinsen Ardabil, i den nordvästra delen av landet, 400 km nordväst om huvudstaden Teheran. Tūryākhlū ligger 1 366 meter över havet och antalet invånare är 888.
Terrängen runt Tūryākhlū är platt åt nordväst, men åt sydost är den kuperad. Runt Tūryākhlū är det ganska tätbefolkat, med 139 invånare per kvadratkilometer. Närmaste större samhälle är Ardabil, 14,9 km väster om Tūryākhlū. Trakten runt Tūryākhlū består i huvudsak av gräsmarker.